# Isotima tricolor
Isotima tricolor là một loài tò vò trong họ Ichneumonidae.